# Pyrinia solata
Pyrinia solata là một loài bướm đêm trong họ Geometridae.